# Pavlíkov
Pavlíkov (en allemand : Paulshof) est un bourg (mestys) du district de Rakovník, dans la région de Bohême-Centrale, en Tchéquie. Sa population s'élevait à 1 050 habitants en 2020.

## Géographie
Pavlíkov se trouve à 5,5 km au sud de Rakovník et à 49 km à l'ouest de Prague.
La commune est limitée par Rakovník et Lužná au nord, par Nový Dům, Pustověty, Lašovice, Všetaty, Velká Buková et Nezabudice à l'est, par Hracholusky, Hřebečníky et Slabce au sud, et par Panoší Újezd, Hvozd, Senec et Lubná à l'ouest.

## Histoire
La première mention écrite de la localité date de 1088.

## Administration
La commune se compose de cinq sections :
- Chlum
- Pavlíkov
- Ryšín
- Skřivaň
- Tytry

## Transports
Par la route, Pavlíkov se trouve à 7,5 km de Rakovník et à 65 km du centre de Prague.